# Coupe d'Océanie féminine de football 2007
Navigation
Édition précédente Édition suivante
La Coupe d'Océanie de football féminin 2007 est la huitième édition de la Coupe d'Océanie féminine de football, une compétition de la Confédération du football d'Océanie (OFC) qui met aux prises les meilleures sélections nationales féminines de football affiliées à l'OFC.
L'édition 2007 de la Coupe d'Océanie se déroule du 9 au 13 avril 2007 en Papouasie-Nouvelle-Guinée. Tous les matchs se déroulent au Sir Ignatius Kilage Stadium de Lae.
La compétition, qui voit s'affronter quatre équipes, est remportée par la Nouvelle-Zélande, qui se qualifie pour la Coupe du monde de football féminin 2007. La Papouasie-Nouvelle-Guinée termine deuxième et les Tonga troisième.

## Nations participantes
Quatre équipes participent à la compétition. Le tableau dresse le classement FIFA des différentes équipes participantes sur le plan continental et mondial.
| Monde      | Océanie    | Nation                    |
| ---------- | ---------- | ------------------------- |
| 23         | 1          | Nouvelle-Zélande          |
| 55         | 2          | Tonga                     |
| 59         | 3          | Papouasie-Nouvelle-Guinée |
| Non classé | Non classé | Salomon                   |

## Compétition

### Format
Les rencontres du tournoi se disputent selon les lois du jeu, qui sont les règles du football définies par l'International Football Association Board (IFAB).
Le tournoi se dispute sous la forme d'un championnat. Chaque équipe joue un match contre ses trois adversaires. Le vainqueur est déclaré champion d'Océanie. Le classement des groupes utilise un système de points, où les points suivants sont attribués à chaque match joué :
- 3 points pour un match gagné;
- 1 point pour un match nul;
- 0 point pour un match perdu.

### Matchs et classement
| Rang | Équipe                    | Pts | J | G | N | P | Bp | Bc | Diff |
| ---- | ------------------------- | --- | - | - | - | - | -- | -- | ---- |
| 1    | Nouvelle-Zélande          | 9   | 3 | 3 | 0 | 0 | 21 | 1  | +20  |
| 2    | Papouasie-Nouvelle-Guinée | 6   | 3 | 2 | 0 | 1 | 7  | 8  | -1   |
| 3    | Tonga                     | 1   | 3 | 0 | 1 | 2 | 1  | 7  | -6   |
| 4    | Salomon                   | 1   | 3 | 0 | 1 | 2 | 1  | 14 | -13  |

| Date     | Équipe 1                  | Résultat | Équipe 2         |
| -------- | ------------------------- | -------- | ---------------- |
| 9 avril  | Nouvelle-Zélande          | 6-1      | Tonga            |
| 9 avril  | Papouasie-Nouvelle-Guinée | 6-1      | Salomon          |
| 11 avril | Nouvelle-Zélande          | 8-0      | Salomon          |
| 11 avril | Papouasie-Nouvelle-Guinée | 1-0      | Tonga            |
| 13 avril | Papouasie-Nouvelle-Guinée | 0-7      | Nouvelle-Zélande |
| 13 avril | Tonga                     | 0-0      | Salomon          |